# Rostraureum
Rostraureum — рід грибів родини Cryphonectriaceae. Назва вперше опублікована 2005 року.

## Класифікація
Згідно з базою MycoBank до роду Rostraureum відносять 3 офіційно визнані види:
- Rostraureum longirostre
- Rostraureum longirostris
- Rostraureum tropicale